# Рачич, Деян
Деян Рачич (серб. Дејан Рачић; 15 июля 1998, Беране, Союзная Республика Югославия) — черногорский футболист, нападающий клуба «Вождовац».

## Карьера

### Клубная
Деян начал заниматься футболом в юношеской команде «Беране», затем выступал за белградский ОФК.
2 мая 2016 года Рачич заключил трёхлетний контракт с «Вождовацем». Спустя пять дней нападающий дебютировал в Суперлиге Сербии, выйдя на замену в гостевой встрече с «Партизаном».

### В сборной
В составе молодёжной сборной Черногории (до 19 лет) Рачич принимал участие в матчах отборочного турнира к чемпионату Европы 2017. Черногорцы потерпели три поражения и не смогли пройти отбор в финальную часть.